# Embraer Phenom 100
Embraer Phenom 100 je brazilski laki poslovni mlažnjak kojeg je razvila i proizvodi brazilska avio industrija Embraer. Riječ je o veoma lakom poslovnom mlažnjaku koji osim pilota može prevoziti četvero do sedmero putnika te je namijenjen poslovnjacima ili malim avio kompanijama. Razvijen je u kratkom roku unutar kojeg je dobio i proizvodni certifikat EMB-500.

## Povijest
Embraer je u svibnju 2005. najavio razvoj novog poslovnog mlažnjaka dok je 26. srpnja 2007. poletio prvi prototip. Već u prosincu sljedeće godine obavljena je prva isporuka dok je 2011. u floridskom Melbourneu otvorena nova proizvodna linija za Phenom. Ondje se osim modela Phenom 100 proizvodi i veći Phenom 300.

## Tehničke karakteristike
Phenom 100 pokreću dva kanadska mlazna motora Pratt & Whitney PW617F-E koji koriste FADEC sustav. On omogućava izuzetnu učinkovitost motora i njihovu jednostavnost u letu dok interval pregleda iznosi 3.500 sati. Pilot je opremljen s troje ekrana, dva PFD (eng. primary flight displays) i jednim MFD (multi-function display) ekranom visoke rezolucije.
Iako se nalazi u kategoriji lakih poslovnih mlažnjaka, Phenom 100 u pogledu performansi i prostora može biti konkurentan i većim privatnim mlažnjacima. Primjer tome je i ekonomska brzina od 400 čvorova čime pobjeđuje bliske konkurente.

## Inačice
Postoje sljedeće inačice Phenoma 100:
- Phenom 100

Prvotni model s Garminovom avionikom G1000 i dva P&W617F-E motora. Domet aviona iznosio je 830 nautičkih milja a proizvodio se od 2008. do 2016. godine.
- Phenom 100E

Naprednija inačica s istom avionikom i motorima ali većeg dometa (1.178 nm). Njegova proizvodnja započela je 2013. i traje do danas.
- Phenom 100EV Evolution

Nasljednik s Garmin G3000 avionikom te istim dometom kao i 100E a proizvodi se od 2016. godine. Dvije takve inačice koriste i brazilske zračne snage pod oznakom U-100.

## Korisnici
Mali poslovni mlažnjak se brzo pozicionirao na tržištu te se osim za prijevoz koristi i za obuku pilota. Njegovi korisnici su avio kompanije, oružane snage, privatne individue, tvrtke i dr. U daljnjem opisu su navedeni samo neki od poznatih korisnika.

### Civilni korisnici
- Kanada: Aurora Jet.[6]
- Ujedinjeni Arapski Emirati: Etihad i Fly Emirates koriste Phenom 100 za obuku pilota.[1]
- Ukrajina: Fly AeroJet.[7]

### Vojni korisnici
- Brazil: brazilske zračne snage koriste dva Phenoma pod oznakom U-100 te su dodijeljeni 6. zračno-transportnom eskadronu.[8]
- Pakistan: pakistanske zračne snage naručile su četiri mlažnjaka za VIP prijevoz.[9] Prvi avion koji je pristigao u zemlju, koristit će se za prijevoz iz prijestolnice Islamabada do financijskog centra Karachija te nepalskog glavnog grada Kathmandua.[9] To je ujedno i prvi Phenom 100 kojeg će koristiti neka Vlada.[10]
- Ujedinjeno Kraljevstvo: Phenom 100 je kod RAF-a namijenjen obuci pilota te su u zračnu bazu Cranwell već dostavljena dva aviona.[1] Obuka pilota na njima započela je 2018.[1] Također, prema potpisanom ugovoru, tamošnja pilotska škola koristit će petero tih aviona a osim za RAF u istu svrhu koristit će ih i piloti Kraljevske mornarice.[11]

## Tehničke karakteristike
Izvori podataka: 
Osnovne karakteristike
- posada: 1
- kapacitet: 4 - 7 putnika
- dužina: 12,82 m
- raspon krila: 12,3 m
- površina krila: 13,64 m²
- visina: 4,35 m

Letne karakteristike
- najveća brzina: 0,7 Macha
- ekonomska brzina: 750 km/h (470 mph, 400 čv.)
- dolet: 2.182 km (1.178 nm)
- najveća visina leta: 12.497 m (41.000 stopa)
- motor: 2× Pratt & Whitney Canada PW617F turbomlazni motor

## Vidjeti također
- Embraer Phenom 300

## Vanjske poveznice
- Skybrary.aero